# Van Haersolte

Wappen der Van Haersolte

Die Van Haersolte, auch Van Haersolte tot/van den Doorn, Van Haersolte tot/van Yrst und Van Haersolte tot/van Haerst, sind ein altes Adelsgeschlecht aus der niederländischen Provinz Overijssel.

## Geschichte
Die gesicherte Familienreihe beginnt mit Goedert van Haersolte (gest. 1461/64), der ab 1433 erwähnt wird. Die Familie saßen im Landtag und hatten einen erblichen Sitz in der Ritterschaft. 1814 wurde die Familie in die Ritterschaft und als Jonkheer in den Neuen Niederländischen Adel aufgenommen. 1819 wurde einem Zweig der Titel eines Baron verliehen. Im 19. und 20. Jahrhundert bekleideten Familienmitglieder Positionen auf lokaler, provinzieller und nationaler Regierungsebene und wurden gleichzeitig Botschafter, Anwälte oder Professoren. Die Familie blüht noch heutzutage.

## Personen
- Willem van Haersolte tot Yrst (1718–1791), Verwalter im Gelderland
- Harmen van Haersolte († 1623), Bürgermeister von Zwolle
- Arent van Haersolte († 1637), Drost von Bredevoort
- Wilhelm van Haersolte († 1646), heer van Elsen, Drost und Richter von Bredevoort
- Anthony van Haersolte (1640–1701), heer van Elsen, Drost van Vollenhove
- Anthoni Swier van Haersolte (1690–1733), heer van Elsen, Ratsherr bei der Admiralität
- Coenraad Willem van Haersolte (1727–1799), heer van Elsen, Deputierter in den Niederländischen Generalstaaten, Ratsherr bei der Admiralität
- Anthony Frederik Robbert Evert baron van Haersolte (1756–1830), heer van Staverden, Bürgermeister von Harderwijk und Mitglied in der niederländischen Staatsverwaltung
- Antony Coenraad Willem baron van Haersolte (1760–1820), heer van den Doorn, Zuthem en Haerst, Oberst, Mitglied in der Ritterschaft, Deputierter der Staaten von Overijssel
- Johan Frederik baron van Haersolte (1880–1957), Gemeinderat von Zwolle, Kammerherr der Königinnen Wilhelmina und Juliana
- Amoene van Haersolte (1890–1952), Schriftstellerin, Gewinnerin des P.C.-Hooft-Preis
- Coenraad Willem Antoni baron van Haersolte (1909–1974), Botschafter

## Wappen
In Gold drei schwarze Sparren. Auf dem Helm mit rot-goldenen Decken, drei schwarze Rohrkolben mit goldenen Stielen. Schildhalter, zwei nach hinten blickende goldene Greifen. Wahlspruch: „OMNIA TEMPUS HABET“ (deutsch Die Zeit umarmt alles).
Denselben Schild führen auch die Familien Mulert und Vilsteren. Alle Familien stammen aus der Region Salland. Eine Stammesverwandtschaft ist nicht erwiesen.

Wappen dermMulert
Wappen derer von Vilsteren